# Ravarino
Ravarino ist eine Gemeinde mit 6307 Einwohnern (Stand 31. Dezember 2023) in der Provinz Modena.

## Ortschaften
Zu Ravarino gehören folgende Fraktionen:
- Casoni
- La Villa
- Rami
- Stuffione

## Bevölkerungsentwicklung
Ravarino hatte im Zeitraum von 1861 bis 2013 im Jahr 1981 mit 3992 Einwohnern die geringste Einwohnerzahl und im Jahr 1931 mit 6582 Einwohnern die höchste.
| 1861 | 1871 | 1881 | 1901 | 1911 | 1921 | 1931 | 1936 | 1951 |
| ---- | ---- | ---- | ---- | ---- | ---- | ---- | ---- | ---- |
| 4046 | 4279 | 4479 | 5020 | 6008 | 6389 | 6582 | 6436 | 6469 |

| 1961 | 1971 | 1981 | 1991 | 2001 | 2011 | 2013 |  |  |
| ---- | ---- | ---- | ---- | ---- | ---- | ---- |  |  |
| 5323 | 4209 | 3992 | 4381 | 5316 | 6165 | 6233 |  |  |

Quellen: I.Stat

## Persönlichkeiten
- Renzo Corni (* 1944), Sportmanager, Fußballtrainer und ehemaliger Fußballspieler
- Telesforo Fini (1888–1971), Unternehmer
- Nicoletta Machiavelli (1944–2015), Schauspielerin (geboren in Stuffione)
- Niccolò Maria Rangoni (1455–1500), Condottiere des 15. Jahrhunderts
- Carmen Villani (* 1944), Schauspielerin und Sängerin